# Echinopsis minuana
Echinopsis minuana ist eine Pflanzenart aus der Gattung Echinopsis in der Familie der Kakteengewächse (Cactaceae).

## Beschreibung
Echinopsis minuana wächst in der Regel einzeln und verzweigt nur gelegentlich von der Basis aus. Die zylindrischen Triebe erreichen Durchmesser von 14 bis 15 Zentimeter und eine Wuchshöhe von 50 bis 80 Zentimeter. Es sind zwölf gerade Rippen vorhanden, die leicht wellig sind. Die dunkelbraunen Dornen sind gerade. Der einzelne, kräftige, an der Basis verdickte Mitteldorn ist 5 bis 6 Zentimeter lang. Die vier bis sieben Randdornen weisen eine Länge von 2 bis 3 Zentimeter auf.
Die schmal trichterförmigen, weißen Blüten sind in der Nacht geöffnet und werden bis zu 20 Zentimeter lang. Die annähernd kugelförmigen Früchte sind grünlich rot und erreichen eine Länge von bis zu 4,5 Zentimeter.

## Verbreitung und Systematik
Echinopsis minuana ist im Nordosten von Argentinien verbreitet.
Die Erstbeschreibung durch Carlos Luis Spegazzini wurde 1905 veröffentlicht.
Roberto Kiesling behandelte Echinopsis minuana 1999 als Synonym von Echinopsis rhodotricha.

## Nachweise